# Mathias Pedersen
Mathias Mark Pedersen, född 30 juli 1997 i Ålborg, är en dansk handbollsspelare (vänsternia), som spelar för Alingsås HK.

## Karriär
Mathias Pedersen har Aalborg Håndbold som moderklubb, där han även spelade sina första år som senior. Han flyttade sen till tyska tredjeligan och spelade för Mecklenburger Schwerin. 2019 kom han till Sverige på ett kontrakt med Amo HK som då spelade i Allsvenskan. Från 2021 spelar han i Alingsås HK i Handbollsligan.
Säsongen 2022/2023 vann han skytteligan i Handbollsligan med 156 gjorda mål.